# 福島県立大沼高等学校
福島県立大沼高等学校（ふくしまけんりつ おおぬまこうとうがっこう）は、福島県大沼郡会津美里町に所在した県立高等学校。

## 設置学科
- 全日制課程　
  - 普通科

## 沿革
- 1921年 - 大沼実業補習学校として開校。
- 1923年 - 大沼農業補習学校に改称。
- 1928年 - 大沼実業公民学校に改称。
- 1935年 - 大沼実業学校に改称。
- 1947年 - 県に移管、福島県立大沼農学校となる。
- 1948年 - 学制改革に伴い、福島県立大沼高等学校となる。
- 1973年 - 農業科・畜産科を募集停止し、普通科を設置する。
- 2006年 - 1学年1学級減　5クラス編成。
- 2022年 - 坂下高校と統合し、福島県立会津西陵高等学校が開校し、閉校[2]。

## 部活動
バスケットボール部 男子バレーボール部 吹奏楽部 女子バレーボール部 演劇部 ソフトボール部 美術写真部 陸上部 手芸部 剣道部 水泳部 弓道部 卓球部 レスリング部 ソフトテニス部 サッカー部 バドミントン部

## 交通
- JR只見線会津高田駅より徒歩約15分。